# Palazzo dei Congressi (Tirana)
Il palazzo dei Congressi (in albanese: Pallati i Kongreseve) è un edificio di Tirana che ospita solitamente congressi, fiere e festival musicali annuali, tra cui il Festivali i Këngës e il Kënga Magjike.

## Storia
L'edificio fu costruito tra il 1982 e il 1986, nell'epoca della Repubblica Popolare Socialista d'Albania, per ospitare i convegni e le assemblee del Partito del Lavoro d'Albania. Dopo la caduta del comunismo, fino ai giorni nostri, l'edificio è stato usato per ospitare diversi festival, esibizioni, concerti, cerimonie e altro, con una capacità di 2 100 posti a sedere.